# Lorca (Navarra)
Lorca (baskisch Lorka) ist ein Dorf am Jakobsweg Camino Francés in der spanischen Region Navarra, administrativ gehört es zur Gemeinde Yerri. 

## Geschichte
Ein Beleg zur Geschichte des Dorfes findet sich in der Urkundensammlung des Klosters von Roncesvalles, dort werden das Dorf, seine Kirche San Salvador und das dem Kloster Roncesvalles unterstehende Hospiz mehrfach erwähnt. Ein weiteres Hospiz soll sich zwischen Lorca und Villatuerta befunden haben, der genaue Ort ist nicht bekannt.

Picaud warnt im Jakobsbuch vor dem giftigen Wasser des Rio Salado mit einer Geschichte, die sich an der zweibogigen mittelalterlichen Brücke kurz vor Lorca zugetragen haben soll: Zwei Navarreser hätten ihn messerschleifend angelogen, dass das Wasser des Flusses trinkbar sei. Die damit getränkten Pferde wären aber sofort gestorben und von den Navarresern enthäutet worden.

## Sehenswürdigkeiten
Die ursprünglich romanische Iglesia de San Salvador (Erlöserkirche) wurde in der zweiten Hälfte des 12. Jahrhunderts gebaut und in den nachfolgenden Jahrhunderten wesentlich durch Umbauten und Erweiterungen verändert. So sind Portal und Turm im 20. Jahrhundert errichtet. Im Inneren ist die Kirche einschiffig und wird von einem Tonnengewölbe aus vier Jochen überdacht, die Gurtbögen ruhen auf Kämpfern, die in Doppelpilaster übergehen. Die halbrunde Apsis wird von einem Kugelgewölbe gedeckt. 
Außen sind die exakt gearbeiteten Quader des Mauerwerks beachtenswert sowie die Dienste, die die Apsis dreifach gliedern. Früher vorhandene kleine Fenster sind heute verschlossen. Der Bauschmuck (z. B. an Kapitellen) ist stark geschädigt, menschliche Köpfe lassen sich erahnen, daneben auch Blattwerk und Figuren.